# Margaret Sellmark
Margaret Rose Sellmark, född Moynan 28 november 1938 i Kent, är en brittisk-svensk målare inom främst akvarell och olja. 
Margaret Sellmark studerade vid Dover och Folkestone Schools of Art and Craft 1954–1958 samt vid Manchester University College of Art och utexaminerades 1964 med Art Teachers Diploma (A.T.D.).
1969 gifte Margaret Sellmark sig och flyttade till Sverige, där hon fortsatte sin yrkesverksamhet som bildlärare och aktiv konstnär. Motiven är främst landskap, ångbåtar, porträtt och stadsmotiv. 1994 valdes fyra av hennes konstverk av Unicef för att tryckas till försäljning över hela världen.